# Alburnus escherichii
Espèce
Synonymes
- Alburnus kosswigi Battalgil, 1941[2] [3]

Statut de conservation UICN

 LC  : Préoccupation mineure
Alburnus escherichii (en anglais Sakarya bleak) est un poisson d'eau douce de la famille des Cyprinidae.

## Répartition
Alburnus escherichii est endémique de Turquie. Cette espèce se rencontre dans les bassins du Sakarya et du Kızılırmak et a été introduite dans le lac de Beyşehir et le fleuve Manavgat Nehri.

## Description
La taille maximale connue pour Alburnus escherichii est de 102 mm.

## Publication originale
- Steindachner, 1897 : Bericht über die von Dr. Escherich in der Umgebung von Angora gesammelten Fische und Reptilien. Denkschriften der Kaiserlichen Akademie der Wissenschaften in Wien, Mathematisch-Naturwissenschaftliche Classe, vol. 64, p. 685-699 (texte intégral).